# Pont Olivier-Charbonneau
Le pont Olivier-Charbonneau est un pont routier reliant Montréal (arrondissement Rivière-des-Prairies–Pointe-aux-Trembles) à Laval en enjambant la rivière des Prairies. 

## Situation et accès
Il relie les régions administratives de Montréal et de Laval. Il est, avec le pont Serge-Marcil, l'un des deux ponts à péage du Québec.

## Origine du nom
Il rappele la mémoire d'Olivier Charbonneau (1613-1687), colon français qui fut le premier habitant de l'île Jésus, sur laquelle se trouve la ville de Laval actuelle.

## Historique
Le pont Olivier-Charbonneau qui était dénommé pont A25avant mai 2012, fit partie du projet de 7,2 kilomètres de complétion de l'autoroute 25. Créant un lien direct entre l'autoroute 440 à Laval et le pont-tunnel Louis-Hippolyte-La Fontaine il permet ainsi aux automobilistes d'éviter l'autoroute Métropolitaine, souvent congestionnée. Localement il permet aux automobilistes d'éviter le pont Pie-IX en amont.
La construction du pont a commencé au début de 2008, malgré une dernière tentative par Greenpeace pour bloquer le projet. Le pont a été ouvert à la circulation le 21 mai 2011, à 12h30 (HAE).

## Caractéristiques

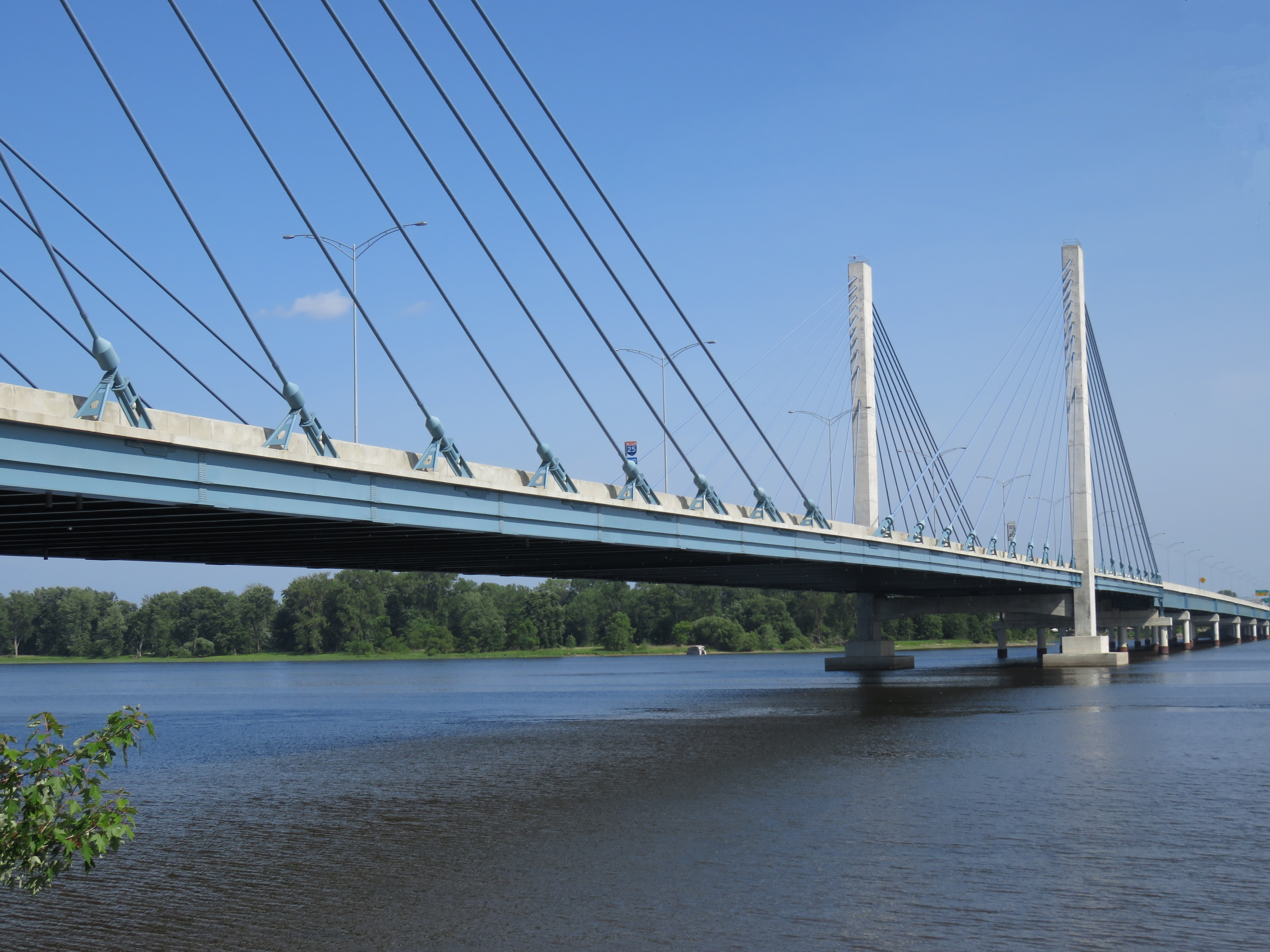
Section haubanée du pont.

Le pont Olivier-Charbonneau, est un pont à poutres d'acier avec une section haubanée de 500 mètres. Emprunté par l'autoroute 25, il comporte six voies de circulation, soit trois voies par direction séparées par un terre-plein central. Une piste cyclable est également aménagée du côté est du pont.
En juin 2011, peu après son ouverture, plus de 25 000 véhicules traversaient le pont quotidiennement. Un an plus tard, soit en mai 2012, ce sont plus de 35 000 véhicules qui empruntaient le pont chaque jour, soit 12,8 millions par année.

## Administration et péage
Le pont est la propriété de Concession A25, s.e.c., une société en commandite regroupant la Financière Macquarie ainsi que des entreprises de construction. Il s'agit d'un modèle de financement en partenariat entre le gouvernement et l'entreprise privée. Il fait partie d'un des rares projets de construction d'infrastructures à avoir vu le jour avec ce modèle de financement.
L'entreprise utilise un mode de péage électronique sans arrêt, dans l'objectif d'éviter la congestion occasionnée par les guérites traditionnelles. Les usagers du pont peuvent activer un compte-client A25 au www.A25.com et installer un transpondeur (vignette électronique) sur le pare-brise de leur véhicule. L'emprunt du pont sans transpondeur entraîne la photographie automatique de la plaque d'immatriculation du véhicule concerné puis l'envoi de la facture par courrier. Les usagers doivent acquitter leur droit de passage et les frais d'administration applicables dans le délai imparti, faute de quoi des frais de recouvrement additionnels peuvent s'ajouter la facture.
La grille tarifaire varie selon la hauteur du véhicule (inférieure ou supérieure à 230 centimètres), l'heure de passage et éventuellement l'achalandage lorsque le trafic dépasse certains seuils. Le passage est gratuit pour les piétons, les cyclistes et, depuis le 1er janvier 2016, pour les véhicules électriques.

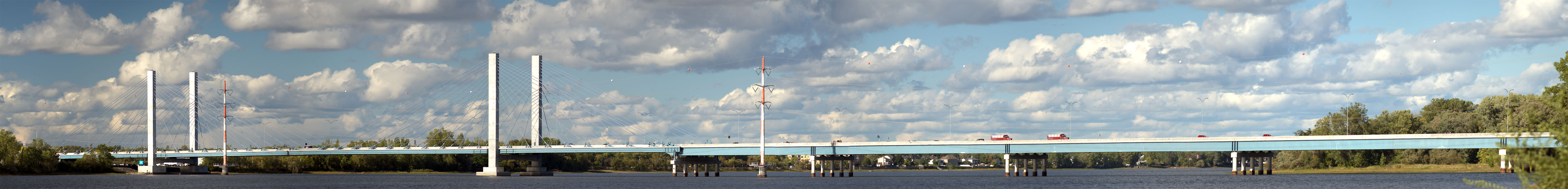